# Erika Jazbar
Erika Jazbar, novinarka, kulturna delavka, * 3. april 1972, Gorica.

## Življenje in delo
Rodila se je v Gorici, oče je bil Ivan, mati Graziella (rojena Reja). Obvezno šolanje je opravila na slovenskih šolah v Gorici, nato je zaključila slovenski klasični licej Primoža Trubarja v Gorici in maturirala leta 1991, vpisala se je na Univerzo v Trstu, kjer je diplomirala iz klasične filologije (smer Lettere e Filosofia). V državno časnikarsko zbornico se je leta 1997 vpisala kot publicistka, po opravljenem državnem izpitu pa leta 2001 kot profesionalna novinarka. Zmagala je na natečaju in sprejela službo kot novinarka na slovenski redakciji RAI na Radiu Trst A.
Erika Jazbar je že od otroštva vključena v delovanje kulturnih ustanov Slovencev v Italiji. Članica je več slovenskih društev, odbornica je bila pri Svetu slovenskih organizacij. Najraje pa ima organizacijsko delo v spomin na polpreteklo zgodovino, saj redno prireja četrtkove Srečanja pod lipami, kjer se srečuje s kulturniki in politiki celotnega slovenskega prostora v Kulturnem centru Lojze Bratuž v Gorici. Je tudi izredno plodna publicistka, saj piše dajlše intervjuje, raziskave, eseje. Posveča se takim tematikam, ki so manj raziskane ali iz raznih razlogov pozabljene. V intervjuju je svojačas rekla: "Živim v prostoru, ki ostaja kompleksen; prepogosto so vanj posegali s sekiro – z definicijami, vzvišenostjo. Avtohtoni Goričani skomignemo z rameni in pustimo, da nam tudi danes, ob Evropski prestolnici kulture, različni projektni strokovnjaki razlagajo o Goricah kot Berlinu v malem (mesti v resnici ločuje tisoč let), o zidu, ki ju je delil (in ga seveda ni bilo), ali – o drugem ekstremu –, o najbolj odprti meji (kaj pa večdesetletno streljanje graničarjev na ubežnike?). Ali da načrtno spregledujejo vlogo, ki so jo pri snovanju »goriškosti« odigrali Cerkev, nadškofija, duhovniki, katoliški politiki, laiki." Svoje prispevke piše za Mladiko a tudi za druge medije, saj so vsebinsko zanimivi za širši krog bralcev. Pisala je za Katoliški glas, zdaj mnogo sodeluje pri Novem glasu, bila je v uredniškem odboru petnajstdnevnika Dom. Napisala je tudi več knjig in sodelovala pri mnogih zbornikih, urejala je tudi Koledar Goriške Mohorjeve družbe.
Erika Jazbar je več let članica uredniškega odbora revije Mladika, bila je v upravnem odboru Narodne in študijske knjižnice iz Trsta, članica je komisije, ki podeljuje nagrado vstajenje, od leta 2020 je tudi članica komisije, ki podeljuje nagrado Sklada Dušana Černeta.
Erika Jazbar je leta 2018 predavala na Študijskih dnevih Draga, pri katerih večkrat sodeluje tudi kot moderatorka.
Leta 2017 je prejela častno Meškovo priznanje.
Leta 2019 so ji podelili Černetovo nagrado.